# Давыдюк, Сергей
Серге́й Давыдю́к (он же Sable, он же Соболь) — российский специалист в области программного обеспечения (по мнению большинства людей — хакер), разработавший программу, эмулировавшую защиту программ компании 1С, и в связи с этим осуждённый. Жил в городе Благовещенск Амурской области.

### Судебный процесс
Сергей Давыдюк на основе кодов другого хакера — Mete0 — создал программу «sable», известную также под именем «сабля» — это эмулятор системы защиты HASP для запуска программных продуктов 1С без лицензионного аппаратного ключа. Программа работает под многими версиями операционной системы Microsoft Windows, избавляя пользователя от необходимости иметь официальный аппаратный ключ защиты для использования комплекса программ «1С:Предприятие».
Интересно, что среди пользователей «sable», в том числе, были и люди, купившие лицензионные версии программы. Их на применение программы толкало то, что встроенная в «1С: Предприятие» защита не позволяла использовать комплекс на некоторых конфигурациях компьютеров.
По заявлению компании 1С Сергей был привлечён к уголовной ответственности по статье 273 ч.1 УК РФ («Создание, использование и распространение вредоносных программ для ЭВМ»). 31 октября 2003 года Сергей был задержан, у него были изъяты рабочий и домашний компьютеры, а затем его освободили под подписку о невыезде. К моменту задержания Давыдюк уже не занимался прежней деятельностью и достаточно долго работал в компьютерной фирме. Основным направлением его деятельности стали вопросы восстановления информации с повреждённых носителей. Процесс завершился 30 марта 2005 года. Городской суд Благовещенска постановил признать Давыдюка виновным, и назначил наказанием два года лишения свободы условно.
Первая публичная публикация исходных кодов эмулятора HASP была осуществлена хакером Mete0 в августе 1997 года в одной из эхоконференций FIDO.

### Дальнейшая судьба
Сергей Давыдюк переехал в Канаду. В данный момент живёт в Оклахоме и занимается восстановлением информации.